# No disyunción
La no disyunción es el error o defecto en la separación de los cromosomas homólogos durante la anafase de la división celular meiótica. 
Se denomina «disyunción» a la separación o segregación de ambos miembros de un par de cromosomas homólogos durante la meiosis. Por error, dos cromosomas homólogos pueden migrar al mismo polo en la anafase generando gametos con un cromosoma de más (n+1) y el otro gameto con uno de menos (n-1). A esto se le denomina «no disyunción». Estos gametos anormales pueden ser fecundados por uno normal y generar embriones con 2n+1 cromosomas (trisómicos como en el síndrome de Down) o monósomicos (con un cromosoma de menos) 2n-1, los cuales generalmente son inviables.